# Morti nel 1967/Giugno
| Questa pagina contiene informazioni ricavate automaticamente dalle voci biografiche con l'ausilio del template Bio e di un bot. L'aggiornamento è periodico e automatico e ricostruisce completamente la pagina. Se manca una persona in questa lista, sei pregato di non aggiungerla, ma accertati piuttosto che la sua voce biografica contenga il template Bio e che i dati anagrafici siano correttamente compilati. Se il template Bio manca, inseriscilo tu stesso o, in alternativa, metti l'avviso {{tmp\|Bio}} che ne segnala la mancanza. Se i dati riportati sono sbagliati, correggi direttamente la voce biografica; le modifiche saranno visibili in questa lista entro pochi giorni. Per chiarimenti vedi il progetto biografie. La lista contiene solo le 69 persone che sono citate nell'enciclopedia e per le quali è stato implementato correttamente il template Bio. Pagina aggiornata al 3 mar 2024. |

- 1º giugno - Hans Bühler, cavaliere svizzero (n. 1893)
- 1º giugno - Fausto Guerzoni, attore italiano (n. 1904)
- 2 giugno - Maud MacCarthy, violinista, cantante e teosofa irlandese (n. 1882)
- 2 giugno - Benno Ohnesorg, attivista tedesco (n. 1940)
- 3 giugno - André Cluytens, direttore d'orchestra belga (n. 1905)
- 3 giugno - Arthur Tedder, generale britannico (n. 1890)
- 4 giugno - Joe Ackerley, scrittore e giornalista britannico (n. 1896)
- 5 giugno - Rino Genovese, attore italiano (n. 1905)
- 6 giugno - Ed Givens, astronauta statunitense (n. 1930)
- 6 giugno - Ergy Landau, fotografa francese (n. 1896)
- 6 giugno - Fernando Paternoster, allenatore di calcio e calciatore argentino (n. 1903)
- 7 giugno - Vincas Mykolaitis-Putinas, scrittore e poeta lituano (n. 1893)
- 7 giugno - Dorothy Parker, scrittrice, poetessa e giornalista statunitense (n. 1893)
- 8 giugno - Carola Fernán Gómez, attrice teatrale e attrice spagnola (n. 1899)
- 8 giugno - Otilia Cazimir, poetessa e scrittrice rumena (n. 1884)
- 9 giugno - Giorgio Nicodemi, museologo, numismatico e storico dell'arte italiano (n. 1891)
- 9 giugno - John Zander, mezzofondista svedese (n. 1890)
- 10 giugno - Frank Butler, sceneggiatore, attore e regista statunitense (n. 1890)
- 10 giugno - Aage Neutzsky-Wulff, poeta danese (n. 1891)
- 10 giugno - Joseph Elmer Ritter, cardinale e arcivescovo cattolico statunitense (n. 1892)
- 10 giugno - Spencer Tracy, attore statunitense (n. 1900)
- 11 giugno - Wolfgang Köhler, psicologo tedesco (n. 1887)
- 11 giugno - Eurith D. Rivers, politico statunitense (n. 1895)
- 11 giugno - Ernesto Ruffini, cardinale, arcivescovo cattolico e biblista italiano (n. 1888)
- 12 giugno - Eustachio Paolo Lamanna, filosofo e storico della filosofia italiano (n. 1885)
- 13 giugno - Harold Anderson, allenatore di pallacanestro statunitense (n. 1902)
- 13 giugno - Antonio De Witt, pittore italiano (n. 1876)
- 13 giugno - Desidério Hertzka, calciatore e allenatore di calcio austriaco (n. 1898)
- 13 giugno - Gerald Patterson, tennista australiano (n. 1895)
- 14 giugno - Eddie Eagan, pugile e bobbista statunitense (n. 1897)
- 14 giugno - Berta Zahourek, nuotatrice austriaca (n. 1896)
- 16 giugno - Reginald Denny, attore britannico (n. 1891)
- 16 giugno - Umberto Urbani, slavista e traduttore italiano (n. 1888)
- 17 giugno - Isotta Gervasi, medico italiano (n. 1889)
- 17 giugno - Miguel Atienza, criminale spagnolo (n. 1942)
- 18 giugno - Geki, pilota automobilistico italiano (n. 1937)
- 18 giugno - Nikolaj Sidorovič Vlasik, generale sovietico (n. 1896)
- 19 giugno - Abram Dangulov, allenatore di calcio e calciatore sovietico (n. 1900)
- 19 giugno - Giuseppe Hess, calciatore e dirigente sportivo italiano (n. 1885)
- 20 giugno - Hans Dittmar, velista finlandese (n. 1902)
- 20 giugno - Adrien Hébert, pittore francese (n. 1890)
- 21 giugno - Antonio Bertola, ciclista su strada e pistard italiano (n. 1914)
- 21 giugno - Luciano Fantoni, politico italiano (n. 1881)
- 22 giugno - Li Lisan, politico, sindacalista e militare cinese (n. 1899)
- 23 giugno - Franz Babinger, storico e turcologo tedesco (n. 1891)
- 23 giugno - Frank Edwards, giornalista e saggista statunitense (n. 1908)
- 23 giugno - Ronald Graham, ufficiale inglese (n. 1896)
- 23 giugno - Benedetto Pasquini, avvocato, politico e imprenditore italiano (n. 1899)
- 24 giugno - Mercedes Brignone, attrice italiana (n. 1885)
- 24 giugno - Tito Marrone, poeta e commediografo italiano (n. 1882)
- 24 giugno - Bortolo Zambon, generale e partigiano italiano (n. 1879)
- 25 giugno - Francesco Gentile, carabiniere italiano (n. 1930)
- 26 giugno - Francesco Antolisei, giurista italiano (n. 1882)
- 26 giugno - Françoise Dorléac, attrice francese (n. 1942)
- 26 giugno - Lorenzo Milani, presbitero, scrittore e docente italiano (n. 1923)
- 26 giugno - Leonardo Ricci, geografo italiano (n. 1877)
- 26 giugno - Pacifico Giulio Vanni, arcivescovo cattolico e missionario italiano (n. 1893)
- 27 giugno - Antonio Cifaldi, politico italiano (n. 1899)
- 28 giugno - Oskar Maria Graf, scrittore tedesco (n. 1894)
- 28 giugno - Rūdolfs Kronlaks, calciatore lettone (n. 1903)
- 28 giugno - Albert Snouck Hurgronje, calciatore olandese (n. 1903)
- 29 giugno - Primo Carnera, pugile, lottatore e attore italiano (n. 1906)
- 29 giugno - Bert Glennon, direttore della fotografia statunitense (n. 1893)
- 29 giugno - Renzo Laconi, politico italiano (n. 1916)
- 29 giugno - José Leitão de Barros, regista, sceneggiatore e montatore portoghese (n. 1896)
- 29 giugno - Jayne Mansfield, attrice e showgirl statunitense (n. 1933)
- 30 giugno - Camillo Palmerini, architetto italiano (n. 1893)
- 30 giugno - György Rozgonyi, schermidore ungherese (n. 1890)
- 30 giugno - Shukri al-Quwwatli, politico siriano (n. 1891)